# عبيد الدوسري
عبيد الدوسري من مواليد 2 أكتوبر 1975، لاعب كرة قدم سعودي سابق، ويعتبر من الهدافين التاريخيين للكرة السعودية، لعب مع نادي الوحدة السعودي ونادي الأهلي السعودي. وقد شارك مع منتخب السعودية لكرة القدم في عدة بطولات. وأبعد عن المنتخب عام 2002 .

## نجومية مبكرة
تألق عبيد الدوسري مبكراً مع ناديه السابق الوحدة وحجز له مكاناً دائماً فيه رغم صغر سنه وبفضل موهبته الكروية الرفيعة وقدرته على إحراز الأهداف من جميع المواقع وفي أصعب الظروف احتل مكاناً دائماً له في خط هجوم المنتخب السعودي الأولمبي والشباب وحقق أفضل وأروع النتائج معهما في أستراليا وماليزيا. وحقق لقب هداف كاس العرب السابعة 1998 م ووهداف التصفيات الأولية المؤهلة لكاس العالم 2002 م.
استطاع اللاعب عبيد الدوسري خلال مشاركاته مع المنتخب السعودي أن يسجل ( 30 ) هدف رسمي في البطولات التي شارك فيها. وسجل أثناء معسكرات المنتخب ( 19 ) هدف ودي وهو الهداف الرابع بعد كل من ماجد عبد الله وسامي الجابر وياسر القحطاني في تاريخ المنتخب السعودي.

## مع فريق الوحدة
رغم تواضع إمكانيات فريق الوحدة الذي كان يقود هجومه النجم عبيد الدوسري في إلا ان عبيد لم يجد صعوبة في إحراز لقب هداف الدوري عام1419 هـ/1999 م
فحصوله على جائزة كبير الهدافين مع الوحدة اكدت ارتفاع موهبته الكروية فأصبح مطمعاً للأندية الكبيرة لضمه لصفوفها.

## مع فريق الاهلي
شارك عبيد في أول البطولات مع الأهلي في كأس ألصداقه وحقق لقب هداف دوره ألصداقه الدولية بأربعة أهداف في خمس مباريات لعبها في كلا من.. الريان القطري هدفين. وهدف في كلا من الاتفاق السعودي. والوداد المغربي
وفي ثاني مشاركات عبيد مع الأهلي في البطولة العربية حقق لقب وصيف هداف البطولة العربية أبطال الدوري مع زميله المشعل وبأربعة أهداف أيضا وفي خمس مباريات فقط أيضا لعبها كانت في.. الهلال السوداني هدفين. وهدف في كلا من القادسية الكويتي. والصفا قصي التونسي
وعاد عبيد بعد مشاركة المنتخب وشارك الاهلي في بطوله الدوري في بدايته ولعشر مباريات قبل أعاده ضمه للمنتخب وكان حينها متصدر هدافي الدوري بسبعه أهداف من عشر مباريات كانت في كلا من.. الأنصار والاتفاق هدف والوحدة هدفين وهابريك في القادسية … وكان حتما سيواصل تصدره التهديفي للدوري ويفوز باللقب لولا المنتخب الذي أعطى ألفرصه بأعاده ضمه لتنفس غيره هواء لقب الهداف بعد غياب اسد الهجوم عبيد عن الدوري كفرصه لن تتكرر لهم بوجوده
وعند عودته لناديه بعد المنتخب شارك فقط في 6 مباريات كانت متبقية من عمر الدوري بما فيها لقائي المربع مع عميد الاندية وسجل عبيد في تلك المباريات الـ 6 لناديه الأهلي 4 أهداف كانت هدف في الرياض وهدفين في النصر وهدف في العميـد
وفي مسابقه كأس ولي العهد لم يحالف الحظ عبيد في التسجيل في مباريتين لعبها فريقه قبل خروجه من المسابقة
ورغم عوده عبيد لناديه بنفسيه محبطه بسبب ما حدث من المنتخب الا انه عاد ليشارك ناديه بفاعليه كبيره في ما تبقى من مباريات الدوري والتي عاد ضمه مجددا للمنتخب حتى قبل انتهائه فكان لعبيد منافسه على لقب هداف الدوري بـ 11 هدف من 14 لقاء شارك فيه فكانت فرصه غياب عبيد مع المنتخب كالمعتاد استغلها غيره ممن حقق لقب هداف الدوري
وكانت اهداف عبيد الـ 11 في الدوري في كل من.. الهلال. النصر. النجمة. وهدفين في الطائي. وهدفين في الشباب. وهدفين في الشعلة. وهدفين في الأنصار وهدفين في الاتحاد
وفي البطولة العربية ابطال الدوري كان لعبيد هدفين في 3 مباريات سجلهما في كلا من الريان القطري ومولوديه وهران الجزائري
وفي البطولة الخليجية للانديه كان توهج وتألق عبيد ليس فقط كهداف بل كصانع اهداف أيضا واستطاع عبيد تسجيل هدفين في 5 مباريات بخلاف الأهداف التي صنعها وكان قد سجل في كل من المحرق البحريني والعربي القطري اغلا هدفين
وفي كأس ولي العهد شارك عبيد ناديه في مبارتين لم يوفق في التسجيل بهما ولكن دوره الإيجابي كان ظاهر خاصه في النهائي

## إنجازاته

### الجماعية
مع المنتخب السعودي:
- التأهل لأولمبياد أتلانتا 1996م
- المشاركة في كأس القارات 1995م
- المشاركة في كأس القارات 1997م
- كأس العرب 1998م
- المشاركة في كأس العالم 1998م
- كأس العرب 2001/02م
- المشاركة في كأس العالم 2002م
- كأس الخليج 2002م

مع النادي الأهلي:
- كأس الأمير فيصل بن فهد 2001م
- دورة الصداقة الدولية 2001م
- كأس ولي العهد 2002م
- كأس الخليج للأندية 2002م
- كأس الأمير فيصل بن فهد 2002م
- دورة الصداقة الدولية 2002م
- كأس الأندية العربية 2003م

### الفردية
- هداف تصفيات آسيا المؤهلة لأولمبياد أتلانتا 1995م.
- هداف كأس العرب 1998م في قطر.
- هداف الدوري السعودي 1999م.
- جائزة الحذاء الذهبي لأفضل هداف في الدوريات العربية 1999م.

## أهدافه الدولية
مصادر:
| #          | التاريخ        | مكان الملعب | الخصم                    | النتيجة | المنافسة               | الأهداف التي أحرزها |
| ---------- | -------------- | ----------- | ------------------------ | ------- | ---------------------- | ------------------- |
| 1          | 5 يناير 1996   | جدة         | غانا                     | 1-1     | ودية                   | 1                   |
| 2          | 3 أكتوبر 1996  | الخبر       | نيوزيلندا                | 2-0     | ودية                   | 1                   |
| 3, 4       | 9 مارس 1997    | سنغافورة    | إندونيسيا                | 4-0     | ودية                   | 2                   |
| 5          | 16 مارس 1997   | كوالالمبور  | تايبيه الصينية           | 2-0     | تصفيات كأس العالم 1998 | 1                   |
| 6          | 27 مارس 1997   | جدة         | بنغلاديش                 | 3-0     | تصفيات كأس العالم 1998 | 1                   |
| 7          | 29 مارس 1997   | جدة         | ماليزيا                  | 3-0     | تصفيات كأس العالم 1998 | 1                   |
| 8          | 25 سبتمبر 1997 | الرياض      | مالي                     | 5-1     | ودية                   | 1                   |
| 9, 10      | 11 سبتمبر 1998 | الدمام      | تنزانيا                  | 8-0     | ودية                   | 2                   |
| 11, 12     | 14 سبتمبر 1998 | الدمام      | السودان                  | 2-1     | ودية                   | 2                   |
| 13         | 17 سبتمبر 1998 | الدمام      | السنغال                  | 3-2     | ودية                   | 1                   |
| 14, 15, 16 | 27 سبتمبر 1998 | الدوحة      | لبنان                    | 4-1     | كأس العرب 1998         | 3                   |
| 17, 18, 19 | 1 أكتوبر 1998  | الدوحة      | قطر                      | 3-1     | كأس العرب 1998         | 3                   |
| 20, 21     | 30 أكتوبر 1998 | المنامة     | الكويت                   | 2-1     | كأس الخليج العربي 14   | 2                   |
| 22         | 5 نوفمبر 1998  | المنامة     | عمان                     | 1-0     | كأس الخليج العربي 14   | 1                   |
| 23         | 18 يونيو 1999  | أبها        | الأردن                   | 2-0     | ودية                   | 1                   |
| 24, 25     | 25 سبتمبر 2000 | الرياض      | سوريا                    | 3-0     | ودية                   | 2                   |
| 26         | 28 سبتمبر 2000 | الرياض      | الإمارات العربية المتحدة | 6-1     | ودية                   | 1                   |
| 27         | 8 فبراير 2001  | الدمام      | منغوليا                  | 6-0     | تصفيات كأس العالم 2002 | 1                   |
| 28, 29     | 15 فبراير 2001 | الدمام      | منغوليا                  | 6-0     | تصفيات كأس العالم 2002 | 2                   |
| 30, 31     | 18 فبراير 2001 | الدمام      | بنغلاديش                 | 6-0     | تصفيات كأس العالم 2002 | 2                   |
| 32         | 19 فبراير 2001 | الدمام      | فيتنام                   | 4-0     | تصفيات كأس العالم 2002 | 1                   |
| 33         | 10 يوليو 2001  | سنغافورة    | سنغافورة                 | 3-0     | ودية                   | 1                   |
| 34         | 1 أغسطس 2001   | الرياض      | مقدونيا                  | 1-1     | ودية                   | 1                   |
| 35         | 5 أغسطس 2001   | الرياض      | قطر                      | 1-2     | ودية                   | 1                   |
| 36         | 17 أغسطس 2001  | الرياض      | البحرين                  | 1-1     | تصفيات كأس العالم 2002 | 1                   |
| 37         | 31 أغسطس 2001  | المنامة     | العراق                   | 1-0     | تصفيات كأس العالم 2002 | 1                   |
| 38         | 15 سبتمبر 2001 | بانكوك      | تايلاند                  | 3-1     | تصفيات كأس العالم 2002 | 1                   |
| 39         | 21 سبتمبر 2001 | المنامة     | البحرين                  | 4-0     | تصفيات كأس العالم 2002 | 1                   |
| 40,41      | 27 مارس 2002   | الدمام      | الأوروغواي               | 3-2     | ودية                   | 2                   |

## نهاية نجم
في فريق النادي الاهلي تم إبعاد خمسة لاعبين من الاهلي من ضمنهم عبيد الدوسري. وذلك في عهد إدارة الدكتور عبد الرزاق أبو داوود.

## روابط خارجية
- عبدالرحمن القرني على موقع الاتحاد الدولي (مؤرشف)  (الإنجليزية)
- عبدالرحمن القرني على موقع قاعدة بيانات كرة القدم.إي يو (الإنجليزية)
- عبدالرحمن القرني على موقع ناشيونال فوتبول تيمز (الإنجليزية)
- عبدالرحمن القرني على موقع Soccerway.com (الإنجليزية)
- عبدالرحمن القرني على موقع كووورة
- عبدالرحمن القرني على موقع أوليمبيديا (الإنجليزية)